# 大通寺 (八尾市)
大通寺（だいつうじ）は、大阪府八尾市にある融通念仏宗の仏教寺院。山号は徳宝山。すぐ近くにある教興寺と関連がある（後述）。

## 歴史
元は近くにある教興寺の一坊・塔頭寺院であり、周辺一帯を含めて教興寺の敷地だったが、中世以降、戦火に遭うなどして荒廃し、元禄年間に（大念仏寺第四十六世）大通上人により融通念仏宗の寺院として再興、山号・寺名は徳宝山大通寺と改められた。
1927年（昭和2年）北丹後地震の影響で本堂が傾いたため仮本堂を設置し、太平洋戦争後に再建された。

## 境内
山門から入って左（西）に「夫婦塚」と呼ばれる高さ120センチメートル余りの花崗岩でできた碑があり、『南無阿弥陀仏』と彫られている。
現在では「お初徳兵衛の墓」と伝えられている。
寺伝では、教興寺村出身で大坂曾根崎に勤めていたお初が大坂の木綿問屋の養子・徳兵衛と恋仲になり、それを教興寺の浄厳和尚に相談し、最終的には二人は夫婦となるものの、まもなく徳兵衛が病死し、お初も後を追うように亡くなった。それを哀れんだ浄厳は碑を建てて供養したという。その話を聞いた（教興寺に縁のある）近松門左衛門がその話を脚色して大坂竹本座で上演したのが、浄瑠璃『曽根崎心中』であるとされる。

## 出典・参考文献

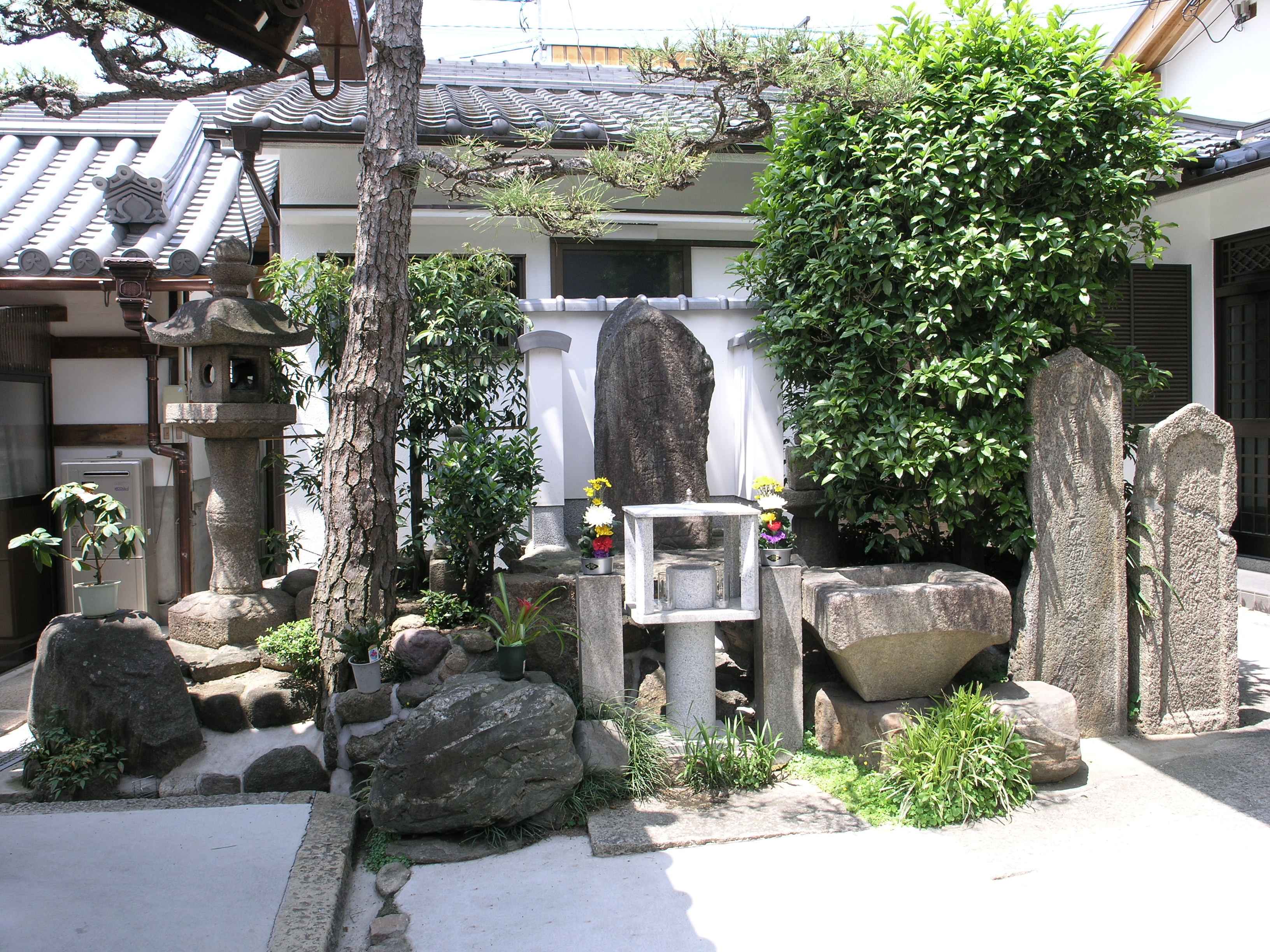
お初・徳兵衛の墓

## 札所
河内西国霊場
14 梅岩寺　--　15 大通寺　--　16 浄谷寺